# Argovia Pirates
Der American Football Club Argovia Pirates ist ein American-Football-Club in Buchs AG, der offiziell im Jahr 2014 als Footballteam im Kanton Aargau gegründet wurde.
Die Pirates spielen seit dem Aufstieg nach der Saison 2016 in der Nationalliga B und sind somit Mitglied im Schweizerischen American Football Verband.

## Allgemeines
Im Jahre 2013 wurden die Pirates durch ehemalige Aargauer Footballspieler gegründet. Ziel war es, im verhältnismässig grossem Kanton Aargau ein American Football Team zu etablieren. Die formelle Gründung fand 2014 statt. Aus diesem Grund geht die offizielle Gründung auf den 28. März 2014 zurück.
Die erste Teilnahme an der offiziellen Schweizermeisterschaft fand im Jahr 2015 in der Nationalliga C statt. Die Saison konnte Punktgleich mit den Neuchâtel Knights auf dem 4. Platz beendet werden. Das Team konnte eine Bilanz von vier Siegen und 6 Niederlagen aufweisen (4-6). Im darauffolgenden Jahr (2016) konnte eine eigenständige Juniorenabteilung (U-19) eingeführt werden.
In der Saison 2016 konnte der bisher grösste Erfolg realisiert werden. Die Argovia Pirates stiegen in die Nationalliga B auf. Im Aufstiegsspiel konnten sich die Pirates gegen die Fribourg Cardinals durchsetzen.
Im Herbst Cup 2020 konnten die Juniors (U19-Tacklefootball) die Luzern Lions 3:2 im Finale besiegen.

## Erfolge
Der grösste Erfolg des Vereins ist der Aufstieg in die NLB. Der Aufstieg gelang im Jahr 2016. Die Pirates konnten seit dem Aufstieg die Klasse halten und mussten nie wieder in die NLC absteigen.
- Aufstieg in die NLB: 2016
- Champions Herbst Cup (U19-Tacklefootball): 2020

## Teams
- Seniors (Tacklefootball)
- Juniors (U19-Tacklefootball)
- Atlantics (Flag Football NFFL Liga C)
- Pacifics (Flag Football NFFL Liga C)
- Flag Football U16
- Flag Football U13
- Peewee Football U10